# بون ليم
بون ليم (8 مارس 1918 - 4 يناير 1991)، كان بحارًا صينيًا نجا من 133 يومًا في جنوب المحيط الأطلسي.
كان ليم يعمل كمضيف ثاني على سفينة بنلوموند، وهي سفينة تجارية بريطانية، عندما تم غرقها بواسطة قارب ألماني على شكل U، في 23 نوفمبر 1942، سرعان ما وجد طوفًا خشبيًا بطول 8 أقدام (240 سم) مزودًا بالإمدادات، عندما انخفضت الإمدادات، لجأ لين إلى صيد الأسماك والطيور البحرية ومطر الأمطار.
في 5 أبريل 1943، تم إنقاذ لين بواسطة ثلاثة صيادين برازيليين وهو يقترب من ساحل البرازيل، بعد عودته إلى المملكة المتحدة، حصل لين على وسام الإمبراطورية البريطانية من قبل الملك جورج السادس، بعد الحرب، هاجر ليم إلى الولايات المتحدة.

## الحرب العالمية الثانية
وُلِد ليم في جزيرة هاينان الصينية في 8 مارس 1918، في عام 1942، أثناء الحرب العالمية الثانية، كان يعمل مشرفًا على السفينة التجارية المسلحة البريطانية، بنلوموند، التي كانت في طريقها من كيب تاون إلى باراماريبو ونيويورك، كانت السفينة مسلحة لكن بطيئة الحركة وكانت تبحر بمفردها بدلاً من قافلة.
في 23 نوفمبر، اعترضت الغواصة الألمانية U-172، وهي سفينة ألمانية، وضربت بنلوموند مع طوربيدات اثنين في الموقع 00.30 ° N 38.45 ° W، على بعد حوالي 750 ميلاً (1,210 كم) شرق الأمازون، بينما كانت السفينة تغرق، أخذ بون ليم سترة نجاة وقفز في الخارج قبل انفجارغلايات السفينة.
غرقت بنلوموند في حوالي دقيقتين، مما سمح لستة ناجين فقط، بمن فيهم بون ليم، بالتخلي عن السفينة، بعد ما يقرب من ساعتين في الماء، عثر بون ليم على طوف خشبي مساحته 8 أمتار مربعة (2.4 متر) وتسلقه، تحتوي الطوافة على عدة علب من البسكويت، وأكواب ماء سعة 40 لترًا (8.8 جالونًا؛ 11 جالونًا أمريكيًا) ، وبعض الشوكولاتة، وكيس من كتل السكر، وبعض القنابل المضيئة، وأواني دخان، ومصباح كهربائي، كان ليم في نهاية المطاف الناجي الوحيد من الغرق، فقد 53 من أفراد الطاقم البالغ عددهم 54 في البحر، بمن فيهم السيد جون ماول،44 من الطاقم، وثمانية مدافع.
في البداية، أبقى بون ليم نفسه على قيد الحياة عن طريق شرب الماء وتناول الطعام على الطوافة، لكنه لجأ لاحقًا إلى صيد الأسماك وصيد مياه الأمطار في سترة نجاة من القماش، لم يستطع السباحة جيدًا وكثيرا ما ربط حبل من القارب بمعصمه، في حالة سقوطه في المحيط، أخذ سلكًا من المصباح الكهربائي وجعله في خطاف، واستخدم حبل القنب كخط صيد، قام أيضًا بحفر مسمار من الألواح على طوف خشبي وثبته في خطاف للأسماك الكبيرة، عندما استولى على سمكة، كان سيفتحها بسكين صُنع من قصدير وجففها على خط قنب فوق الطوف، ذات مرة، ضربت عاصفة كبيرة أسماكه وأفسدت مياهه، بوني بالكاد على قيد الحياة، قبض على طائر وشرب دمه من أجل البقاء.
عندما رأى أسماك القرش، امتنع عن السباحة وسعى للقبض عليها، وذلك باستخدام بقايا الطيور التي تم صيدها كطعم، وكان سمك القرش الأول لالتقاط الذوق فقط بضعة أقدام
طويلة، قام بلعب الطعم واصطدم بالقوة بكامل قوته، لكن عند الإعداد قام بون ليم بتجديل الخط بحيث يكون سمكه مزدوج، كما كان يديه ملفوفة في قماش لتمكينه من الصيد، هاجمه القرش بعد أن أحضره على متن الطوافة، لذا استخدم إبريق الماء المليء بماء البحر كسلاح، بعد إخضاع القرش، قام بون ليم بقصه وامتص الدم من كبده، لأنه لم تمطر، كان خارج الماء وهذا تطفأ عطشه، قام بتقطيع الزعانف وتركها تجف في الشمس.

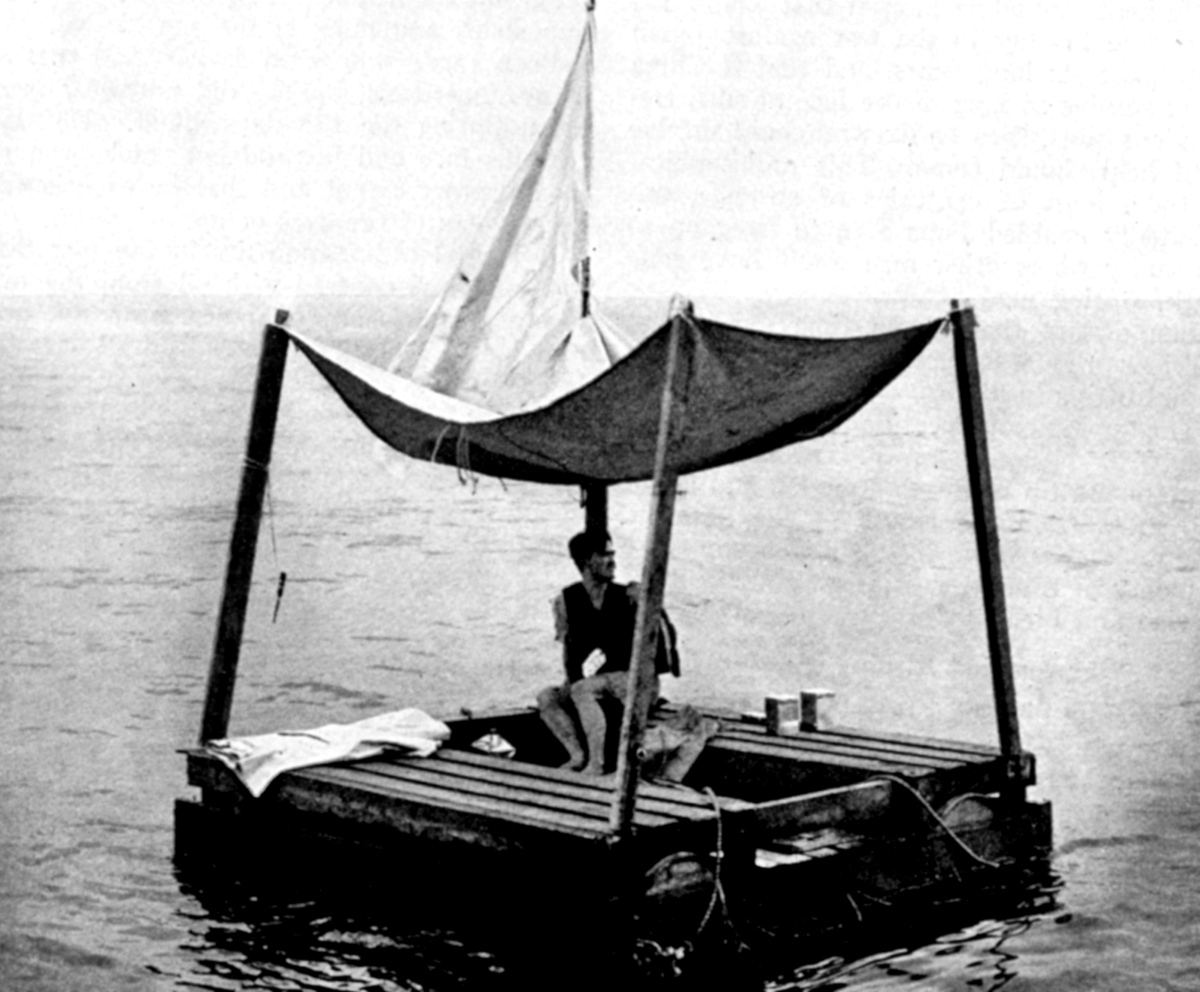
بون ليم على طوافته

في مناسبات عديدة، تم نقله بواسطة سفن أخرى، الأول كان سفينة شحن مجهولة وقد شاهده طاقمه لكنه لم يقبض عليه أو حتى استقبله رغم صيحاته البارعة باللغة الإنجليزية، زعم بون ليم أنهم لن ينقذوه لأنه آسيوي وربما افترضوا أنه كان بحارًا يابانيًا مصابًا بالضيق، على الرغم من أن التفسير الآخر هو أن القوارب الألمانية في كثير من الأحيان تضع «ناجًا» على طوف كمصيدة للحصول على إنقاذ سفينة لوقف مما جعلها بطة جالسة لتكون غرقت، رآه سرب من طائرات دوريات البحرية التابعة للولايات المتحدة، وألقى أحدهم عوامة في الماء، لسوء الحظ بالنسبة لبون، ضربت عاصفة كبيرة المنطقة في نفس الوقت وفُقد مرة أخرى، وقد شوهد مرة أيضًا بواسطة قارب ألماني على شكل U، كان يقوم بتدريبات بالأسلحة النارية باستهداف النوارس.
في البداية، قام بحساب الأيام عن طريق ربط عقدة في حبل، لكنه قرر فيما بعد أنه لا يوجد أي فائدة في حساب الأيام وبدأ ببساطة في حساب أقمار كاملة.

## أرض
في 5 أبريل 1943، بعد 133 يومًا في طوف الحياة، اقترب بون ليم من الأرض ومدخل النهر، قبل أيام قليلة، أدرك أنه كان يقترب من الأرض بسبب تغير لون الماء؛ لم يعد أزرق المحيط عميق، أنقذه ثلاثة صيادين برازيليين واقتادوه إلى بيليم بعد ثلاثة أيام.
خلال محنته، فقد بون ليم 9 كجم (20 رطلاً تقريبًا)، ولكنه كان قادرًا على المشي دون مساعدة عند إنقاذه، أمضى أربعة أسابيع في مستشفى برازيلي بينما رتب القنصل البريطاني له للعودة إلى بريطانيا عبر ميامي ونيويورك.
أجاب بون ليم عندما أخبر أحدًا أنه لم ينج على الإطلاق لفترة طويلة على متن قارب في البحر، «آمل ألا يضطر أحد إلى تحطيم هذا الرقم»، عاش الناس منذ ذلك الحين ضائعًا في البحر؛ طاف ثلاثة بحارة مكسيكيين لمدة 10 أشهر من عام 2005 إلى عام 2006 في المحيط الهادئ في قارب صيد معوق، في وضع مماثل، يبدو أن خوسيه سلفادور ألفارينجا، وهو صياد من السلفادور، قد فقد لمدة 439 يومًا، وكان يطفو من المكسيك إلى جزر مارشال، اعتبارا من عام 2019، ومع ذلك، لم يكسر أحد سجل بون ليم في طوف الحياة.

## بعد
منح الملك جورج السادس وسام الإمبراطورية البريطانية عليه، وأدرجت البحرية الملكية حكايته في أدلة تقنيات البقاء على قيد الحياة، بعد الحرب، قرر بون ليم الهجرة إلى الولايات المتحدة، ولكن تم الوصول إلى حصة المهاجرين الصينيين، ومع ذلك، بسبب شهرته ومساعدة السناتور وارن ماجنوسون، حصل على إعفاء خاص واكتسب الجنسية في نهاية المطاف، صرح الكاتب ألفريد بيستر في وقت لاحق أن محنة بون ليم استخدمت في روايته «نجوم وجهتي»، التي تفتح مع رجل تقطعت به السبل في الفضاء.
توفي بون ليم في بروكلين في 4 يناير 1991.